# Liste von Burgen, Festungen und Schlössern im Donnersbergkreis
Die Liste von Burgen, Festungen und Schlössern im Donnersbergkreis nennt Burgen, Festungen und Schlösser im heutigen Donnersbergkreis. 
| Bauwerk                   | Gemeinde                           | Baujahr (Zeitraum)   | Bauherr   | Zustand | siehe auch |
| ------------------------- | ---------------------------------- | -------------------- | --------- | --- | ---------- |
| Burg Altenbolanden        | Bolanden                           |                      |           | |            |
| Burg Biedesheim           | Biedesheim                         |                      |           | |            |
| Burg Eisenberg            |                                    |                      |           | |            |
| Burg Falkenstein          | Falkenstein                        |                      |           | |            |
| Burg Frauenstein          | Ruppertsecken                      |                      |           | |            |
| Burg Gaugrehweiler        |                                    |                      |           | |            |
| Burg Gehrweiler           |                                    |                      |           | |            |
| Burg Herkulesberg         | Dannenfels                         | um 900 (10./11. Jh.) | unbekannt | Reste einer sogenannten Fluchtburg und Spornburg auf dem Herkulesberg, einem Sporn am südöstlichen Ende des Donnersbergs über dem Wildensteiner Bach. 3-fache Wallanlage, nur noch über dem Zugang im Norden der Anlage gut sichtbar; noch ohne archäologische Untersuchungen. Kulturdenkmal. |            |
| Burg Hohenfels            | Imsbach                            |                      |           | |            |
| Burg Ilbesheim            |                                    |                      |           | |            |
| Schloss Imsweiler         |                                    |                      |           | |            |
| → Keltenwall Donnersberg  | Dannenfels                         |                      |           | Ca. 8,5 km lange Reste einer sehr großen keltischen Ringwallanlage, hauptsächlich bestehend aus den sogenannten, etwa gleichgroßen, Ost- und Westwerk. Das Ostwerk wurde von der keltischen Bevölkerung einmal, der südliche Teil des Ostwerkwalles sogar ein zweites Mal durch eine neue vorgesetzte Mauer erneuert. Das Gelände des Ostwerkes wird als Siedlungsfläche (Oppidum) angenommen, das Westwerk als Fluchtburg. Innern des Ostwerks (und das ist bisher einmalig) befindet sich eine Viereckschanze. Der Schlackenwall im Nordosten ist vermutlich der älteste Abschnitt und wurde später in das Ostwerk integriert. Südöstlich befindet sich ein Abschnittswall (Langenfels), der wohl mit zur Anlage dazu gehört (5 weitere mittelalterliche Befestigungen liegen auf/um den Donnersberg). Funde im 2022 neu eröffneten Museum in Dannenfels. Ausgrabungen sind mit Informationstafeln versehen. |            |
| Kesselburg                | Jakobsweiler                       |                      |           | |            |
| Schloss Kirchheimbolanden | Kirchheimbolanden                  |                      |           | |            |
| Burg Landsberg            | Obermoschel                        |                      |           | |            |
| Burg Löwenstein           | Niedermoschel                      |                      |           | |            |
| Burg Neu-Bolanden         | Bolanden                           |                      |           | |            |
| Burg Randeck              | Mannweiler-Cölln                   |                      |           | |            |
| Ruhenburg                 |                                    |                      |           | |            |
| Burg Ruppertsecken        | Ruppertsecken                      |                      |           | |            |
| Burg Stauf                | Eisenberg (Pfalz)                  |                      |           | |            |
| Stolzenburg               | Bayerfeld-Steckweiler              |                      |           | |            |
| Burg Tannenfels           | Dannenfels                         |                      |           | |            |
| Burg Wartenberg           | Wartenberg-Rohrbach und Winnweiler |                      |           | |            |
| Burg Wildenstein          | Dannenfels                         |                      |           | |            |